# Hatsuse
Hatsuse (jap. 初瀬) – okręt liniowy, przeddrednot, zbudowany dla japońskiej marynarki cesarskiej pod koniec XIX wieku w Wielkiej Brytanii. Uczestniczył w wojnie rosyjsko-japońskiej (1904–1905), biorąc udział między innymi w atakach na Port Artur w lutym i marcu 1904 roku. W maju, pod Port Artur, „Hatsuse” wpadł na minę i zatonął ze znaczną częścią załogi (tego dnia zatonął, także na minie, pancernik „Yashima”).

## Projekt i opis techniczny
Doświadczenia zdobyte podczas pierwszej wojny chińsko-japońskiej przekonały dowództwo marynarki japońskiej o konieczności budowy ciężkich jednostek pancernych, w związku z czym zamówiono w Wielkiej Brytanii sześć okrętów liniowych. Stanowiły one część dziesięcioletniego programu rozwoju marynarki.

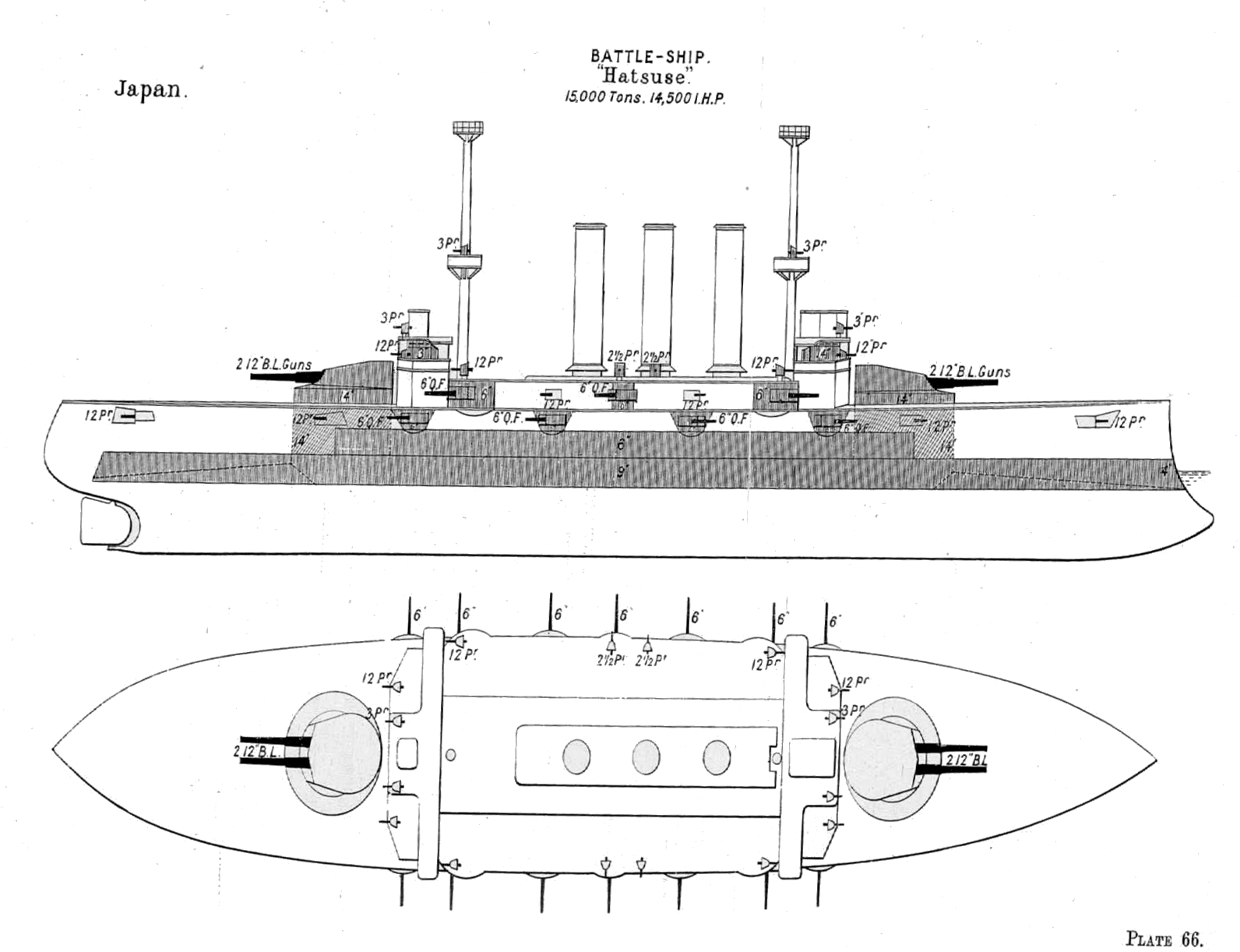
Schemat uzbrojenia i opancerzenia „Hatsuse” z Brassey's Naval Annual 1900

Plany pancerników typu Shikishima oparto na zmodyfikowanym i poprawionym projekcie brytyjskich pancerników typu Majestic. Miały identyczne uzbrojenie i podobne siłownie do typu Fuji, dzięki czemu mogły operować razem jako jednolita grupa. Pełna długość „Hatsuse” wynosiła 134,01 m (439,6 stóp), długość na linii wodnej 121,9 m (400 stóp), szerokość 23,3 m (76,5 stopy), a zanurzenie standardowe 7,92 m (26 stóp; pełne 8,34 m – 27 stóp i 5 cali). Wolna burta na dziobie miała 6,62 m, na śródokręciu – 5,18 m, a 5,64 m na rufie. Wyporność standardowa wynosiła 15 240 ton (15 000 długich ton), 15 500 ton po załadowaniu. Kadłub posiadał dno podwójne i podzielony był na 261 przedziałów wodoszczelnych. Załoga liczyła 741 oficerów i marynarzy; liczba ta wzrastała do 849, gdy pancernik służył jako okręt flagowy.
Od swojego bliźniaka „Shikishima” okręt różnił się niższymi masztami i brakiem dziobowej wyrzutni torpedowej.

### Napęd
Pancerniki były napędzane przez dwie pionowe maszyny parowe potrójnego rozprężania firmy Humphrys, Tennant and Co; każda maszyna obracała jedną śrubę. Parę dostarczało 25 kotłów parowych typu Belleville.
Maszyny miały moc nominalną 14 500 KM (10 800 kW) przy ciągu wymuszonym, co miało pozwolić osiągnąć prędkość maksymalną 18 węzłów (33 km/h). Podczas prób morskich okręt okazał się szybszy, osiągając 19,11 węzła (przy mocy 16 117 KM i wyporności 14 500 ton). Wynik ten osiągnął w czterech trzygodzinnych próbach, płynąc zarówno z- jak i przeciw pływowi; podczas innej próby, płynąc z wykorzystaniem 4/5 mocy utrzymał prędkość ponad 18 węzłów przez 6 godzin; wszystkie próby prowadziła japońska załoga. Maksymalny zapas węgla wynosił 1643 ton (1617 długich ton), co dawało maksymalny zasięg 5000 mil morskich (9300 km) przy prędkości 10 węzłów (19 km/h).

### Uzbrojenie

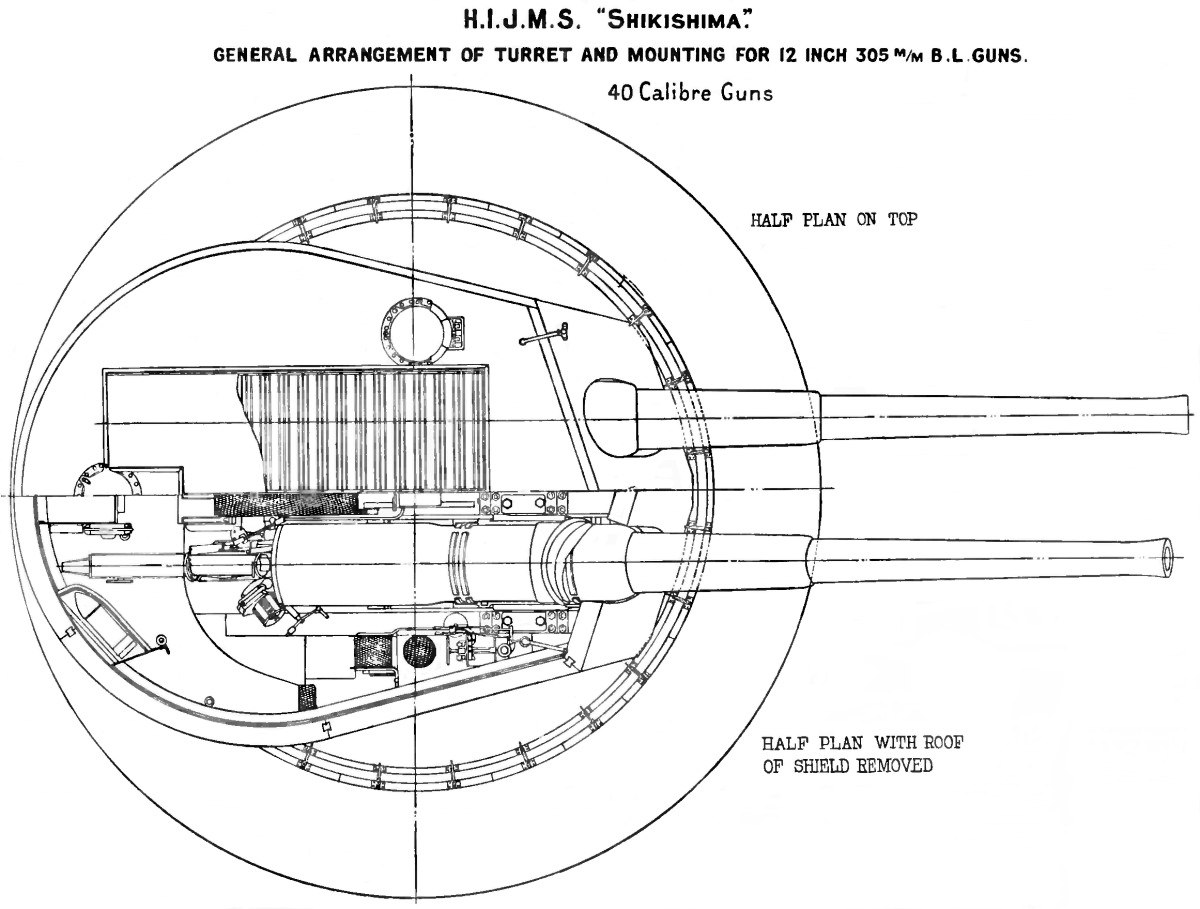
Rzut z góry wieży artylerii głównej pancerników typu Shikishima

Głównym uzbrojeniem pancernika były cztery dwunastocalowe (305 mm) armaty typ 41, o długości lufy 40 kalibrów (L/40), produkcji Elswick Ordnance Company, takie same jak montowane w pancernikach typu Fuji. Zamontowane były one parami w dwóch barbetach, w dziobowej i rufowej części nadbudówki. Barbety nakryte były pancernymi kołpakami, co tworzyło rodzaj wież pancernych. Napędzane hydraulicznie łoża armat umożliwiały ładowanie przy każdym kącie obrotu wież, przy stałym kącie nachylenia dział +13,5°. Armaty wystrzeliwały ważące 386 kg (850 lb) pociski z prędkością wylotową 730 m/s. Para głównych podnośników amunicyjnych, napędzanych hydraulicznie i awaryjnie – elektrycznie – prowadziła prosto z komór amunicyjnych do stanowiska wież; dodatkowe podnośniki, z napędem hydraulicznym (i awaryjnym ręcznym), znajdowały się w tyle wieży (do pocisków) i między działami (do ładunków prochowych).
Artylerię średniego kalibru stanowiło 14 dział kal. 152 mm (6 cali) typ 41 o długości lufy 40 kalibrów, strzelające amunicją z łuską (ang. quick firing – QF), osiem na pokładzie głównym w kazamatach, a sześć w nadbudówce, także w kazamatach. Wystrzeliwały one ważące 45 kg (100 lb) pociski z prędkością wylotową 700 m/s.
Do obrony przeciw torpedowcom służyło dwadzieścia dział 12-funtowych (76 mm, QF 12 pounder 12 cwt), osiem 47 mm dział 3-funtowych i cztery 47 mm działa 2,5-funtowe Hotchkissa. Dwunastofuntówki wystrzeliwały trzycalowe, ważące 5,7 kg (12,5 funta) pociski z prędkością wylotową 719 m/s (2359 ft/s). Uzbrojenie dopełniały cztery podwodne wyrzutnie torpedowe kalibru 450 mm (18 cali), po dwie na każdej burcie.

### Opancerzenie
Wykonany ze stali Harveya główny pas pancerny okrętów typu Shikishima na wysokości linii wodnej miał 2,4 m wysokości, z czego 1,1 m było powyżej linii wodnej przy normalnym ładunku; grubość wynosiła 229 mm w środkowej, długiej na 67 m części, zmniejszając się do 102 mm na końcach. Powyżej, między barbetami, był długi na 67 m pas o grubości 152 mm. Ten pas pancerny był nieco dłuższy na „Hatsuse” niż na „Shikishimie”. Barbety opancerzone były płytami o grubości 356 mm, zmniejszającej się do 254 mm na poziomie pokładu dolnego. Kołpaki barbet były grubości 254 mm, dachy – 76 mm. Skośne grodzie grube na 305–356 mm łączyły barbety z pancerzem burtowym; na poziomie dolnego pokładu ich grubość zmniejszała się do 152 mm. Kazamaty artylerii średniej także miały opancerzenie grubości 152 mm. Pokład pancerny wykonany był z 64 mm płyty w części poziomej, a 102 mm – w skośnej. Skośna część pokładu pancernego schodziła w dół poza burtowy pas pancerny, zapewniając dodatkową ochronę wrażliwym obszarom, takim jak maszynownie czy magazyny. Poza cytadelą pancerną pokład miał 51 mm opancerzenia. Przednią (główną) wieżę dowodzenia chronił 356 m pancerz, tylną – 76 mm.

## Służba

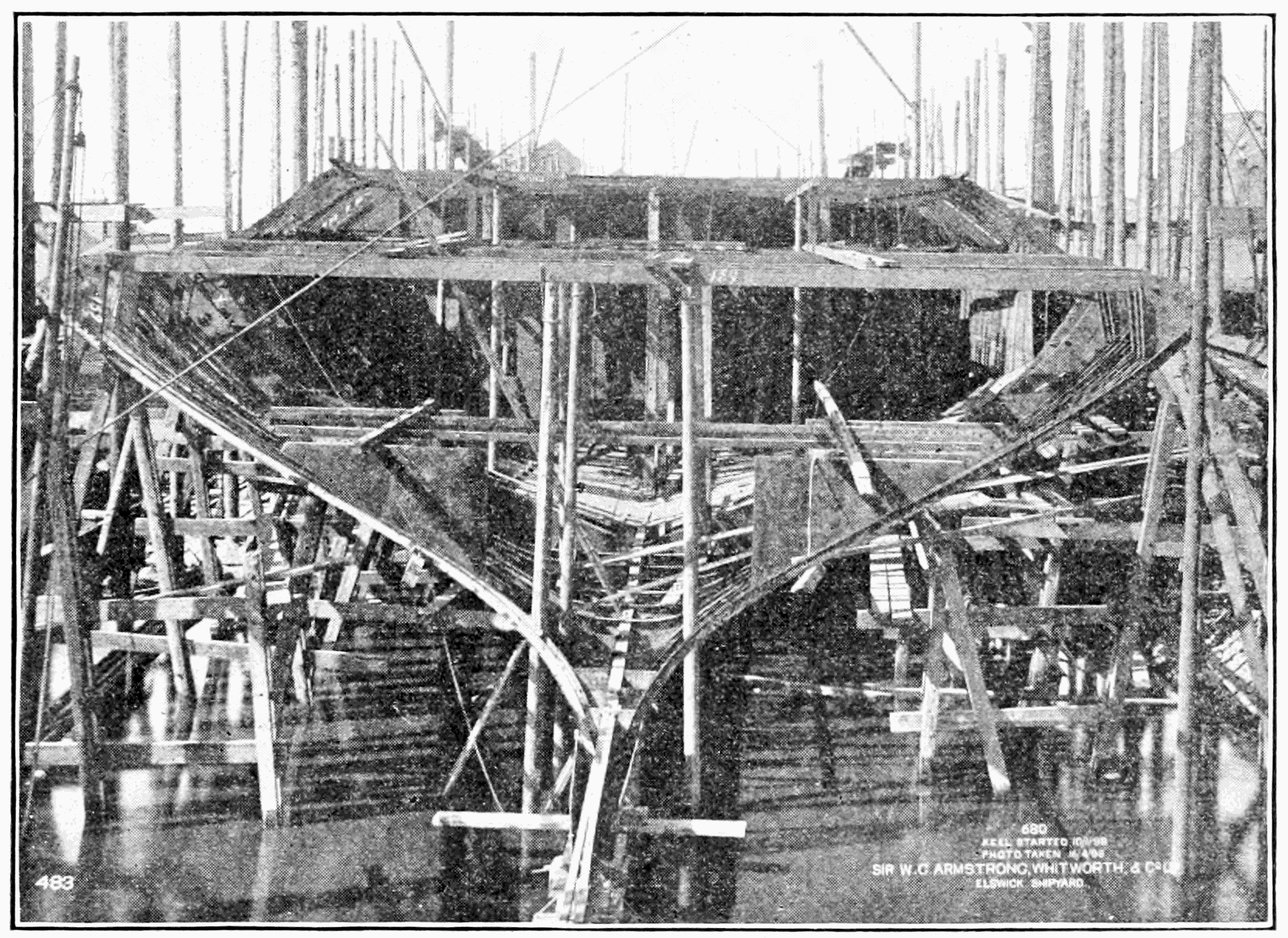
Kadłub „Hatsuse” w trzy miesiące po położeniu stępki

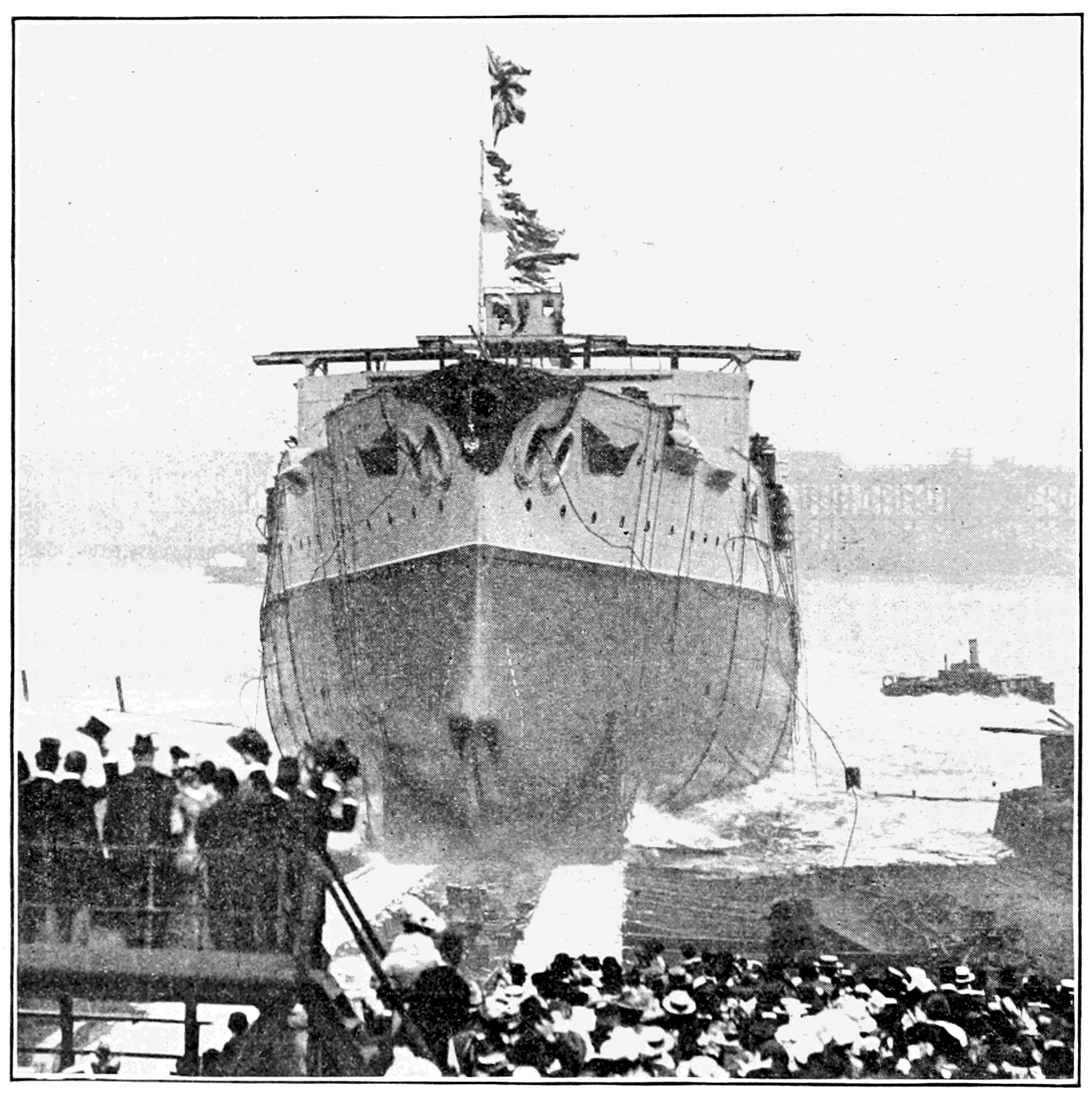
Wodowanie „Hatsuse”

Okręt nazwano od historycznego regionu, sławnego z gajów klonowych, zwanego także Hase, leżącego niedaleko starożytnej stolicy Nara, miejsca dawnych pałaców cesarskich i znanej świątyni Hase-dera (dziś jest to część miasta Sakurai). Stępkę położono w stoczni Armstronga, w Elswick, 10 stycznia 1898 roku; wodowanie odbyło się 27 czerwca 1899 roku, matką chrzestną okrętu była pani Arakawa. Jednostkę, której głównym konstruktorem okrętu był Philip Watts, ukończono 18 stycznia 1901 roku. Po skończonych próbach pancernik wyruszył do Japonii, ale 31 stycznia został zawrócony z Portland, aby reprezentować cesarza Japonii w procesji okrętów podczas pogrzebu królowej Wiktorii. Był największym i najpotężniejszym okrętem biorącym udział w ceremonii (i jednym z najpotężniejszych podówczas na świecie) i król Edward pogratulował jego dowódcy. Budowa okrętu kosztowała ponad 1250 tys. funtów.
Na początku wojny rosyjsko-japońskiej „Hatsuse” był okrętem flagowym 1. Eskadry Pancerników 1. Floty. Eskadrą pancerników dowodził wiceadmirał Tokioki Nashiba (w skład 1. Floty wchodziła jeszcze eskadra krążowników kontradmirała Shigetō Dewa). Dowodzący 1. Flotą wadm. Heihachirō Tōgō 9 lutego 1904 roku poprowadził ją do ataku na rosyjskie okręty Floty Oceanu Spokojnego, zakotwiczone na redzie Port Artur. Tōgō zdecydował się skierować główne uderzenie na twierdzę, dlatego artyleria główna okrętów japońskich ostrzeliwała forty, a przeciw okrętom rosyjskim zostały skierowane działa artylerii średniej. Choć obie strony osiągnęły wiele trafień, japońskie pociski kal. 203 i 152 mm nie wyrządziły wielkich szkód jednostkom rosyjskim (które straciły 17 ludzi), podczas gdy Japończycy mieli 60 rannych i zabitych, zanim Tōgō zdecydował się na odwrót. „Hatsuse” otrzymał dwa trafienia (stracił 10 ludzi, 17 zostało rannych).
Oba okręty uczestniczyły w starciu 13 kwietnia, gdy Tōgō udało się wywabić z portu dwa pancerniki Eskadry Pacyfiku. Rosjanie, dostrzegłszy pięć japońskich okrętów liniowych, zawrócili do portu, lecz ich okręt flagowy „Pietropawłowsk” wpadł na minę, postawioną poprzedniej nocy przez okręty japońskie. Pancernik zatonął w dwie minuty po eksplozji komór amunicyjnych. Sukces zachęcił Tōgō do kontynuacji bombardowań z dużego dystansu, na co Rosjanie odpowiedzieli kładąc nowe pola minowe.
Nowe pole składające się z 50 min, o długości ok. 1 mili morskiej, było wynikiem inicjatywy dowódcy rosyjskiego stawiacza min „Amur”, kmdr. por. Fiodora Iwanowa. Zaobserwował on, że okręty japońskie ostrzeliwują Port Artur stale z tej samej pozycji; wbrew dowódcy rosyjskiej eskadry, adm. Witgeftowi, który nie pozwolił postawić zapory minowej dalej niż 15 tys. metrów od brzegu, Iwanow ustawił ją w odległości 20 tys. metrów – tam, gdzie zwykle kursowały japońskie okręty.

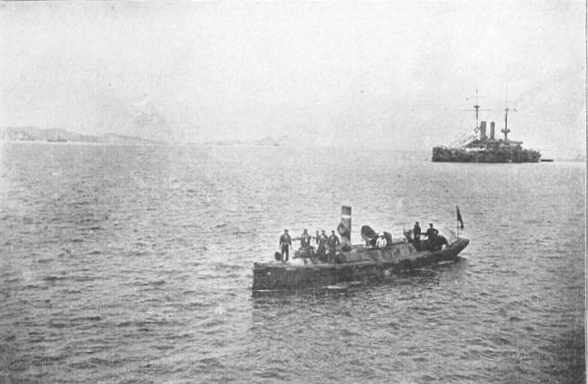
Rozbitkowie z „Hatsuse” na pokładzie kutra torpedowego

14 maja 1904 roku, pancerniki „Hatsuse” (okręt flagowy), „Shikishima”, „Yashima”, krążownik pancernopokładowy „Kasagi” i okręt kurierski „Tatsuta” wyszły na morze, by zastąpić eskadrę blokującą rosyjską bazę. Następnego ranka dywizjon wpadł na rosyjskie pole minowe. O 10.50 eksplozja pod „Hatsuse” pozbawiła okręt napędu i możliwości sterowania, a gdy „Yashima” zmieniła kurs, żeby ominąć unieruchomiony okręt, wpadła na dwie miny. Według japońskich źródeł, pierwotne uszkodzenia nie były groźne: okręt był przygotowany na atak, grodzie były zamknięte; jeden z silników został wyłączony, ale drugi pracował. Wobec zablokowania steru, wyłączono także drugą maszynę parową, by ułatwić okrętom „Kasagi” i „Tatsucie” udzielenie pomocy. Spuszczono kuter torpedowy i łodzie z prawej burty, by wyrównać przechył na bakburtę i odciążyć jednostkę. „Kasagi” podał hol i okręty ruszyły powoli naprzód (S. Suliga podaje, że to „Asahi” próbował holować „Hatsuse”). Wówczas, około godz. 12.30, uszkodzony pancernik wpadł na następną minę. Wybuch spowodował eksplozję komory amunicyjnej i pancernik zatonął w ciągu 80 sekund. Błyskawiczne zatonięcie jednostki spowodowało śmierć wszystkich marynarzy pracujących pod pokładem; dodatkowo, padający maszt pancernika zdruzgotał jedną z wcześniej spuszczonych łodzi, powiększając straty. Zginęło 496 członków załogi; okręty eskorty zdołały uratować 336 ludzi, w tym admirała Nashibę i dowódcę okrętu, kmdr. Nakao.
15 maja był „czarnym dniem” japońskiej floty: oprócz dwóch pancerników (1/3 głównej siły uderzeniowej), straciła ona tego dnia krążownik „Yoshino” i awizo „Tatsuta”.